# Fotofobie
Fotofobie je nesnášenlivost světla neboli světloplachost.
Označení pochází z řečtiny fos, fotos - světlo a fobos - strach.
Je příznakem řady onemocnění jako jsou např. meningitida (zánět mozkových blan), migréna nebo některá oční onemocnění i příznakem některých exotických nemocí (např. malárie).